# Stipa inconspicua
Stipa inconspicua är en gräsart som beskrevs av Jan Svatopluk Presl. Stipa inconspicua ingår i släktet fjädergrässläktet, och familjen gräs. Inga underarter finns listade i Catalogue of Life.